# Агенція регіонального розвитку Волинської області
Агенція регіонального розвитку Волинської області (скорочено АРРВ; Volyn Regional Development Agency) - це неприбуткова та не бюджетна установа, що створена на засадах партнерства між державним, приватним і громадським секторами з метою ефективної реалізації державної регіональної політики. Агенція є ключовим майданчиком для формування та реалізації ефективної регіональної політики, впроваджуючи інноваційні підходи до комунікації та сприяючи налагодженню ефективної співпраці між владою, бізнесом, наукою та громадським сектором.
Місія
Створення сприятливих умов для розвитку Волинської області та стимулювання інтегрованого соціального, економічного, культурного розвитку регіону, сприяючи сталому зростанню, підтримці ініціатив громад та забезпеченні якісного життя для всіх жителів Волині.
Працюють над:
- Написанням та реалізацією проектів для грантових конкурсів з метою зміцнення економіки Волинської області
- Залученням інвестицій
- Покращення інфраструктури
- Забезпечення сталого розвитку усіх сфер життя області

З ким співпрацюють:
- Бізнес
- Інвестори
- Територіальні громади
- Комунальні установи

## Заснування
Агенція була створенна у 2016 за сприянням Волинської обласної ради, Волинської обласної державної адміністрації, Волинської торгово-промислової палати та ГО "Асоціація регіонального розвитку" для реалізації проектів, спрямованих на підняття економічного та соціального розвитку регіону.

## Проєкти
ІННОВАЦІЙНИЙ АГРОКЛАСТЕР "ЗАХІДНЕ ПОЛІССЯ"
Інноваційний агрокластер "Західне Полісся" - це нова модель регіонального розвитку Волинської області за рахунок об'єднання ключових виробників с/г продукції з метою збільшення доданої вартості та підвищення експортного потенціалу.
Створення Інноваційного агрокластеру "Західне полісся" дозволить підвищити в рази ВВП регіону, залучити інвестиції, посилити виробників та створити тисячі робочих місць. Співпрацюючи з місцевими громадами та зацікавленими сторонами, агрохарчовий кластер «Західне Полісся» прагне створити сталу та процвітаючу сільську економіку, а також прагне підвищити конкурентоспроможність і продуктивність аграрного сектору регіону.
НЕЙРОЦЕНТР НА БАЗІ ВОЛИНСЬКОЇ ОБЛАСНОЇ КЛІНІЧНОЇ ЛІКАРНІ
Сьогодні хірургічне лікування інсульту є пріоритетною послугою для Національної служби здоров’я України.
В рамках створення “Нейроцентру” обласного значення на базі Волинської обласної клінічної лікарні передбачається проведення ремонтних робіт, закупівлю сучасного нейрохірургічного обладнання та навчання медичного персоналу всіх ланок , що призведе до розширення якості та кількості наданих послуг та проведених операцій при гострих нейро станах. Основними напрямками роботи центру будуть інсульти, нейроонкологія та нейрохірургічна травма.
Оснащення “Нейроцентру” новітнім обладнанням дозволить вивести на новий якісний рівень нейрохірургію всієї Волинської області та привести до стандартів надання нейрохірургічної медичної допомоги європейського зразка.
"ЦЕНТР РЕАБІЛІТАЦІЇ ТА ПРОТЕЗУВАННЯ " м. КОВЕЛЬ
Створення на базі лікувально-оздоровчого корпусу Волинської обласної лікарні «Хоспіс» м. Ковель Центру фізичної і психологічної реабілітації та протезування, де пацієнти, що мають фізичні та психологічні травми отримуватимуть ефективну, комплексну, довготривалу, стаціонарну реабілітацію та якісне протезування.
Центр, включає в себе реабілітаційний комплекс для осіб з інвалідністю та інших маломобільних груп населення. До складу комплекса входять реабілітаційні зали для фізичної терапії, ерготерапевтична студія, зал та майданчик для фізкультурно-спортивної реабілітації, басейн обладнаний спеціальним підйомником, адаптованими роздягалками та санвузлами для групових та індивідуальних занять з гідрокінезотерапії, майстерня з ремонту та індивідуального підлаштування технічних засобів реабілітації, масажні кабінети, кабінет апаратної терапії (фізіотерапії),  SPA-центр, центр функціональної діагностики,  центр робототехніки, тренінговий центр, цілодобовий пост медичного персоналу.
VOLYN PROJECT INCUBATOR
Мета - сформувати Портфель проєктів, що готові до фінансування та можуть бути профінансовані донорськими організаціями, за підтримки Агенції регіонального розвитку Волинської області.
- Навчання пройшло 25 студентів.
- Напрацьовано 8 міжсекторальних проектів.
- 28 організацій підписали 28 меморандумів.

Захід відбувався в рамках Програми «Посилене партнерство для сталого відновлення» UNDP Ukraine / ПРООН в Україні за підтримки уряду Швеції в партнерстві з Агенцією регіонального розвитку Волинської області.